# Санта Барбара (футбольный клуб)
«Са́нта Ба́рбара» (исп. UD Santa Bárbara) — бывший испанский футбольный клуб из города Толедо, в автономном сообществе Кастилия — Ла-Манча. Клуб был основан в 1961 году, домашние матчи проводил на стадионе «Карлос III», вмещающем 3.000 зрителей. В связи с финансовыми проблемами клуб прошел процедуру банкротства в сентябре 1996 года.

## Сезоны по дивизионам
- Терсера — 7 сезонов
- Региональная лига — 28 сезонов

## Стадион
УД «Санта Варвара» проводит домашние матчи на стадионе Carlos III, вмешающего 3.000 человек.